# Kevin John Edusei
Kevin John Edusei (5 augustus 1976, Bielefeld) is een Duitse dirigent.

## Biografie
Zijn vader is een arts van Ghanese afkomst en zijn moeder is een Duitse historicus, theoloog en geestelijke. Zijn grootmoeder van moederskant was operazangeres Antonie Wingels. Als jongetje leerde hij piano spelen, maar toen hij iets ouder werd, kreeg percussie zijn voorkeur. Toen hij 14 jaar oud was, werd hij percussionist van het jeugdorkest in Ostwestfalen-Lippe. Aan het conservatorium van Detmold studeerde hij eerst slagwerk, om zichzelf vervolgens in te schrijven voor de 'Tonmeister' cursus, om geluidstechnicus te worden. Daarna ging hij naar de Universität der Künste Berlin, om slagwerk, geluidstechniek én voor dirigent te studeren. Hij vervolledigde zijn opleiding aan het Koninklijk Conservatorium van Den Haag, waar hij les kreeg van dirigenten Jac Van Steen en Ed Spanjaard. In 2004 kreeg hij een studiebeurs van de Aspen Conducting Academy op het Aspen Music Festival, waar hij door dirigent David Zinman benoemd werd tot Academiedirigent. Datzelfde jaar werd hij eerste kapelmeester en vervolgens plaatsvervangend algemeen muziekdirecteur in het Theater Bielefeld. Tussen 2007 en 2011 was hij eerste kapelmeester in het Theater Augsburg. Hij was ook twee jaar lid van de directiestaf van het Deutsches Nationaltheater und Staatskapelle Weimar.
In het seizoen 2008 maakte hij zijn debuut als dirigent, in de Semperoper in Dresden, met een uitvoering van Mozarts Die Entführung aus dem Serail. In 2010 nam hij daar de opvoering van Paul Hindemith z'n Cardillac over van dirigent Fabio Luisi. In het seizoen 2012/13 debuteerde hij met Die Zauberflöte bij de Volksoper Wien. 
In 2013 trad hij een eerste keer op als dirigent bij het Münchner Symphoniker, waar hij in 2014 chefdirigent werd. In juni 2016 werd zijn contract in München verlengd tot en met het seizoen 2021-2022. Edusei was ook vaste gastdirigent van het Berner Symphonieorchester. Vanaf seizoen 2015-2016 werd hij chef-dirigent van dit gezelschap, waar hij uitvoeringen van verschillende opera’s leidde, waaronder een cyclus van de opera's die Mozart schreef met librettist Lorenzo Da Ponte: Le nozze di Figaro, Don Giovanni en Così fan tutte.
In 2017 maakte Edusei zijn debuut op de BBC Proms, als dirigent van het Chineke! Orchestra. Hij dirigeerde dit Britse orkest, dat voornamelijk bestaat uit Black and Minority Ethnic (BME) muzikanten, tijdens hun eerste cd-opname. Deze uitvoering van Symphony No.9 van Dvořák en Finlandia van Sibelius werd door The Guardian omschreven als "smaakvol ingetogen en explosieve dynamiek". In 2019 stonden Chineke! Orchestra en Edusei in deSingel in Antwerpen en Concertgebouw Brugge, met een programma van Weber, Coleridge-Taylor en Brahms en in het Concertgebouw in Amsterdam, waar Weber werd vervangen door Beethoven.
In 2017 maakte hij zijn Amerikaanse debuut, bij het Colorado Symphony Orchestra. Daarnaast werkte hij met orkesten zoals het Rotterdams Philharmonisch Orkest, Radio Filharmonisch Orkest, Deutsches Symphonie-Orchester Berlin, Bamberger Symphoniker, Sint-Petersburg Filharmonisch Orkest, Komische Oper Berlin, Residentie Orkest Den Haag, Hamburger Symphoniker, Deutsche Staatsphilharmonie Rheinland-Pfalz, Düsseldorfer Symphoniker, Mozarteumorchester Salzburg, Münchner Rundfunkorchester, Wiener Kammerorchester en het Ensemble Modern Frankfurt. In het seizoen 2020/21 maakte hij zijn debuut met het London Symphony Orchestra, Royal Liverpool Philharmonic, Royal Scottish National Orchestra en Orchestre de la Suisse Romande.

## Onderscheidingen
- 2007 - Laureaat dirigentenconcours van het Lucerne Festival, waar hij een van de drie deelnemers was van de dirigeerklas onder leiding van Pierre Boulez en Péter Eötvös.[17]
- 2008 - Eerste prijs op de International Mitropoulos Competition for Conducting.[18]
- 2018 - Het Münchner Symphoniker onder zijn leiding kreeg de Exzellenz-Initiative des Bundesministeriums für Kultur-prijs.[19]

## Discografie
- Enjott Schneider: Bach, Dracula, Vivaldi & Co. (Wergo Records - 2016) - met Tonkünstler Orchester
- Antonín Dvořák, Jean Sibelius: Symphony No. 9 'From The New World' / Finlandia (Signum Records - 2017) - met Chineke! Orchestra
- Franz Schubert: Symphonie Nr. 4 "Tragische"; Symphonie Nr. 7 "(Un)vollendete" (Solo Musica - 2017) - met Münchner Symphoniker
- Franz Schubert: Symphony No. 5; Symphony No. 6 (Solo Musica - 2018) - met Münchner Symphoniker
- Erich Wolfgang Korngold, Wolfgang Amadeus Mozart: Violin Concertos (Claves Records - 2018) - met Berner Symphonieorchester en Caroline Goulding